# I Against I
I Against I es el tercer álbum de estudio de la banda norteamericana de hardcore punk Bad Brains. Fue lanzado en 1986 por la discográfica SST. Es disco que más ha vendido y mejor valorado por la crítica. 
Fue incluido en la lista 1001 discos que hay que escuchar antes de morir.

## Listado de canciones
Todas las canciones compuestas por Hudson, Darryl Jenifer, y Miller.
1. "Intro" - 1:02 (Jenifer, Miller)
2. "I Against I" - 2:50
3. "House of Suffering" - 2:29 (Hudson, Miller)
4. "Re-Ignition" - 4:16
5. "Secret 77" - 4:04
6. "Let Me Help" - 2:17
7. "She's Calling You" - 3:42 (Hudson, Jenifer)
8. "Sacred Love" - 3:40
9. "Hired Gun" - 3:45
10. "Return to Heaven" - 3:19

### Créditos
- H.R. - voces
- Dr. Know - guitarra
- Darryl Jenifer - bajo
- Earl Hudson - batería

- Datos: Q846520